# Polyporus phyllostachydis
 (décembre 2023).
Espèce
Polyporus phyllostachydis est une espèce du genre Polyporus de la famille des Polyporaceae.

## Description
Polyporus phyllostachydis est décrit comme une nouvelle espèce qui se caractérise par sa présence sur les racines de bambou. Il présente de petits basidiocarpes stipités au centre, un chapeau blanc, devenant généralement plus foncé à partir du centre à maturité, et un stipe cylindrique avec une croûte distincte. Les caractères morphologiques de l'espèce actuelle ont été comparés à ceux de Polyporus cryptopus et Polyporus rhizophilus, d'autres espèces rhizophiles du même genre. Polyporus cryptopus et Polyporus rhizophilus sont morphologiquement distincts par leur texture contextuelle, leurs basidiospores et leurs hyphes, et représentent peut-être deux espèces distinctes.
Cette espèce de Polyporus est présente sur des racines de bambou dans une région tempérée chaude du Japon.